# Charlie Gets a Job
Charlie Gets a Job è un cortometraggio muto del 1919 scritto e diretto da Jess Robbins.

## Produzione
Il film fu prodotto dalla Century Film.

## Distribuzione
Distribuito dall'Universal Film Manufacturing Company, il film - un cortometraggio in due bobine - uscì nelle sale cinematografiche USA il 31 dicembre 1919.